# 茅元儀
茅 元儀（ぼう げんぎ、1594年 - 1640年）は、中国明代の軍学者。

## 概要
湖州府帰安県（現在の浙江省湖州市呉興区）の人。字は止生、号は石民・東海波臣・夢閣主人・半石址山公など。祖父は明代の政治家・文人として知られる茅坤。父は茅国縉。
幼少より聡明で、兵書・農書を好んだ。北方の後金の勃興と政治腐敗を憂い、祖父の茅坤の残した膨大な蔵書とそれを上回る資料を集め、天啓元年（1621年）に『武備志』240巻を編纂、刊行する。
名声を得て兵部右侍郎楊鎬の幕僚となり、後に兵部尚書孫承宗の幕下に入る。遼東・江南で活躍するが、孫承宗の失脚で官職を解かれ帰郷する。崇禎2年（1629年）には孫承宗と共に対後金戦で功績を挙げ、副総兵に任ぜられ、覚華島（現在の遼寧省葫芦島市興城市）の水軍指揮官となる。それから間もなく、袁崇煥の失脚と謀略死に巻き込まれ、漳浦県に左遷された。以後は、遼東の情勢に献策を続けるも朝廷から無視され、崇禎13年（1640年）に酒に溺れて死した。